# Ramón Miguel Machón Pascual
Ramón Miguel Machón Pascual (1966, Valencia – 2013, Santa Amalia) byl španělský básník, diplomat a překladatel. Od roku 1988 do roku 2010 žil převážně v České republice.

## Působení v České republice
Od září roku 1990 do června 1993 působil jako lektor španělštiny na Univerzitě Palackého v Olomouci. Poté se přestěhoval do Prahy a dočasně pracoval v Mezinárodním knihkupectví a galerii U Knihomola v Praze. Od března 1996 měl na starosti kulturní program španělského velvyslanectví v České republice.

## Dílo
- El amor, ese animal dormido Online